# Famille de Goislard de Monsabert
La famille de Goislard de Monsabert, anciennement Goislard, est une famille subsistante de la noblesse française.
Elle compte parmi ses membres des parlementaires sous l'Ancien Régime et un général d'armée au XXe siècle qui fut également député.

## Histoire
La famille Goislard est originaire du pays Chartrain.
Jacques Ier Goislard, né vers 1547/1550 près de Chartres et mort en 1622, fils de François Goislard et de Denise Berthon, devient procureur au Parlement de Paris vers 1580. Son frère André (mort en 1641) est chanoine de Chartres et d'Orléans. La famille accède à la noblesse par le fils de Jacques Ier, Jacques II Goislard, greffier des commissions extraordinaires du Conseil et anobli par charge de secrétaire du roi (1608-1643). En descendent des générations de parlementaires. 
La famille Goislard est installée à Paris, dans des maisons voisines du collège des Bernardins et a une chapelle familiale dans l'église Saint-Étienne-du Mont depuis 1609, où au moins cinq membres de la famille sont enterrés.

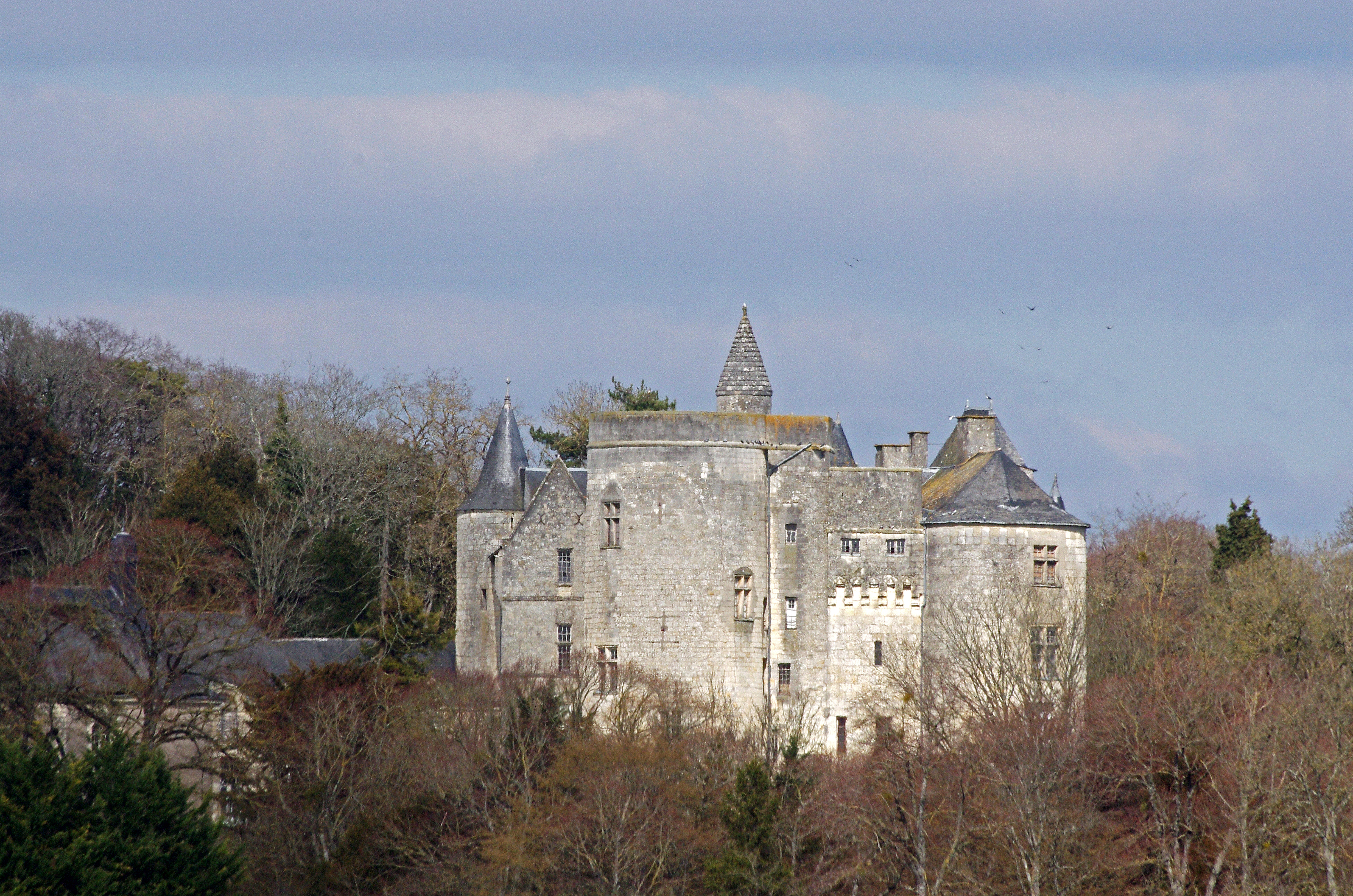
Le château de Montsabert

Le mariage en novembre 1676 de Marc-Anne Goislard (mort le 8 novembre 1712), conseiller au Parlement de Paris, avec Anne Le Maistre (morte le 26 juillet 1711), héritière des seigneuries de Montsabert (paroisse de Coutures), de Richebourg (au Thoureil) et de Noirieux en Anjou permet aux Goislard d'acquérir ces seigneuries.

## Personnalités
- Anne-Charles Goislard de Montsabert (1677-1733), conseiller au Parlement de Paris, membre du Conseil du dedans, grand-père du suivant ;
- Anne-Louis Goislard de Monsabert (1760-1814), conseiller au Parlement de Paris ;
- Joseph de Goislard de Monsabert (1887-1981), général d'armée, député des Pyrénées-Atlantiques (1951-1955).

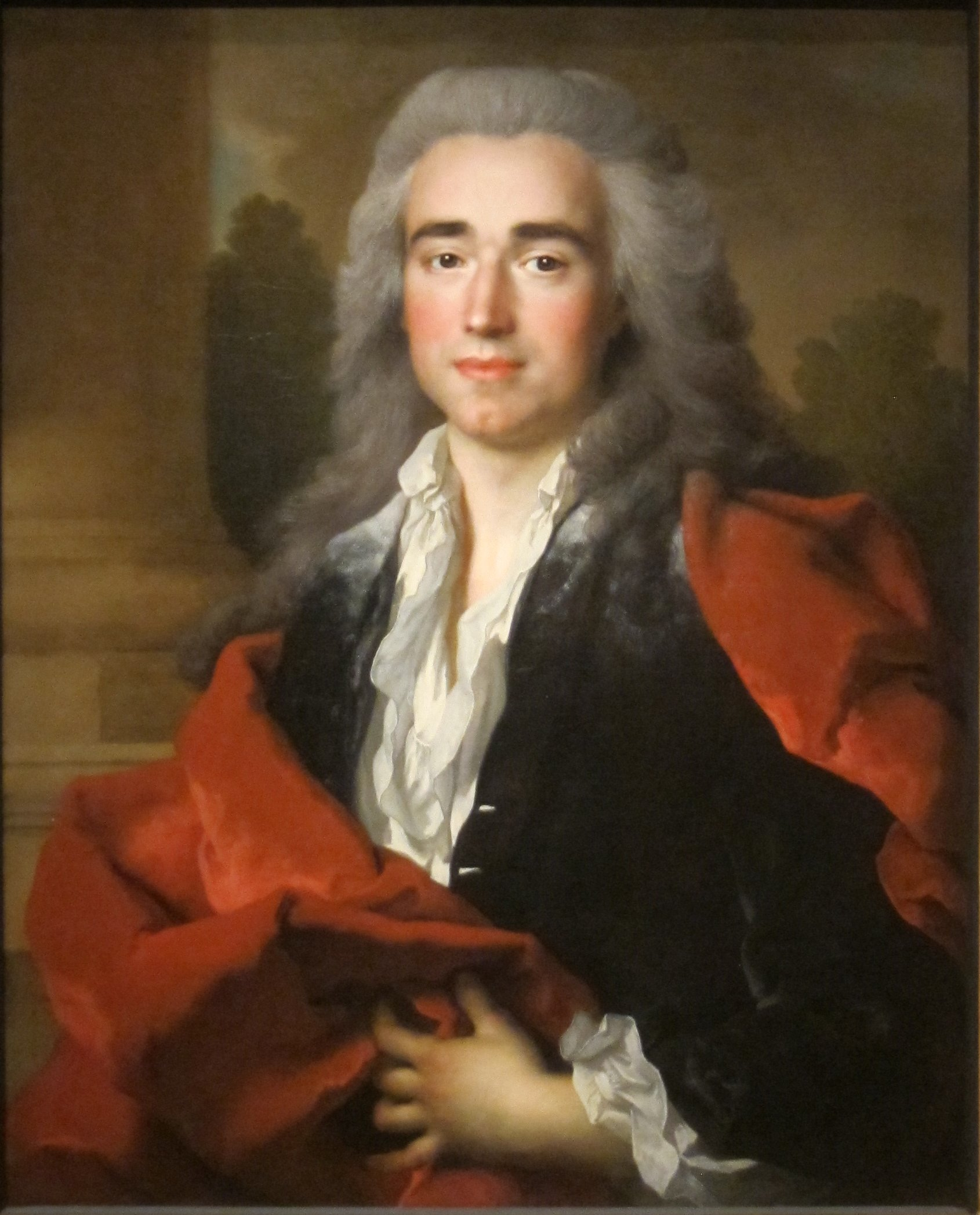
Anne-Louis Goislard de Monsabert (1708-1780)
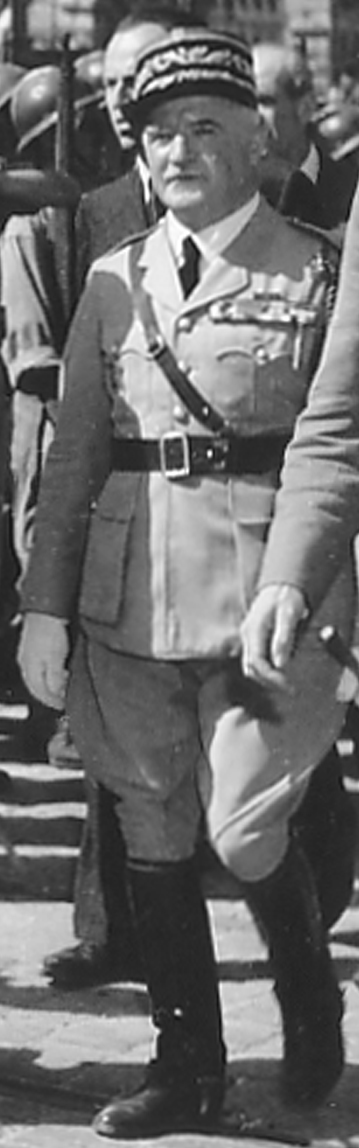
Joseph de Goislard de Monsabert (1887-1981)

## Héraldique
| Blason | Blasonnement : D'azur à trois roses d'or |